# Cornuchariesthes albomaculata
Cornuchariesthes albomaculata là một loài bọ cánh cứng trong họ Cerambycidae.